# ریبنیکی (ناحیه پریبرام)
ریبنیکی (به چکی: Rybníky) یک منطقهٔ مسکونی در جمهوری چک است که در ناحیه پریبرام واقع شده‌است.